# 오세아니아의 깃발 목록
이 문서는 오세아니아의 국기를 나열한 목록이다.

## 국제기

니우에
사모아
아메리칸사모아
이스터 섬
왈리스 푸투나
쿡 제도
토켈라우
통가
투발루
프랑스령 폴리네시아
핏케언 제도
하와이주

유엔
올림픽기

뉴질랜드
오스트레일리아
채텀 제도
노퍽 섬
로드하우 섬

누벨칼레도니
바누아투
솔로몬 제도
파푸아뉴기니
피지
서파푸아 공화국

괌
나우루
마셜 제도
미크로네시아 연방
북마리아나 제도
웨이크 섬
키리바시
팔라우
비키니 환초

- 니우에
- 사모아
- 아메리칸사모아
- 이스터 섬
- 왈리스 푸투나
- 쿡 제도
- 토켈라우
- 통가
- 투발루
- 프랑스령 폴리네시아
- 핏케언 제도
- 하와이주

## 마이크로네이션

헛리버 공국
무라와리 공화국
미네르바 공화국
산호해 제도 게이 앤드 레즈비언 왕국
엔넨키오 왕국
애틀랜티움 제국

## 같이 보기
- 오스트레일리아의 기 목록